# John Jenkins (cestista)
John Logan Jenkins III (Nashville, 6 marzo 1991) è un cestista statunitense.

## Carriera
È stato selezionato dagli Atlanta Hawks al primo giro del Draft NBA 2012 (23ª scelta assoluta).

## Statistiche

### College
| Anno      | Squadra          | PG | PT | MP   | TC%  | 3P%  | TL%  | RP  | AP  | PRP | SP  | PP   |
| --------- | ---------------- | -- | -- | ---- | ---- | ---- | ---- | --- | --- | --- | --- | ---- |
| 2009-2010 | Vand. Commodores | 31 | 7  | 23,1 | 46,8 | 48,3 | 80,0 | 2,2 | 1,0 | 0,5 | 0,2 | 10,9 |
| 2010-2011 | Vand. Commodores | 32 | 32 | 34,5 | 46,2 | 40,8 | 89,4 | 3,0 | 1,2 | 0,8 | 0,3 | 19,5 |
| 2011-2012 | Vand. Commodores | 35 | 35 | 33,6 | 47,4 | 43,9 | 83,7 | 2,9 | 1,2 | 0,8 | 0,3 | 19,9 |
| Carriera  | Carriera         | 98 | 74 | 30,6 | 46,8 | 43,8 | 85,6 | 2,7 | 1,1 | 0,7 | 0,3 | 16,9 |

### NBA

#### Regular Season
| Anno      | Squadra          | PG  | PT | MP   | TC%  | 3P%  | TL%  | RP  | AP  | PRP | SP  | PP  |
| --------- | ---------------- | --- | -- | ---- | ---- | ---- | ---- | --- | --- | --- | --- | --- |
| 2012-2013 | Atlanta Hawks    | 61  | 2  | 14,8 | 44,6 | 38,4 | 84,3 | 1,5 | 0,9 | 0,2 | 0,2 | 6,1 |
| 2013-2014 | Atlanta Hawks    | 13  | 0  | 12,2 | 38,1 | 22,2 | 100  | 1,7 | 0,8 | 0,1 | 0,1 | 3,1 |
| 2014-2015 | Atlanta Hawks    | 24  | 3  | 12,4 | 49,5 | 40,4 | 84,2 | 1,6 | 0,5 | 0,4 | 0,0 | 5,6 |
| 2015-2016 | Dallas Mavericks | 21  | 1  | 9,2  | 41,4 | 15,8 | 88,9 | 1,0 | 0,4 | 0,1 | 0,0 | 3,3 |
| 2015-2016 | Phoenix Suns     | 22  | 2  | 13,0 | 46,7 | 40,6 | 80,0 | 1,6 | 1,2 | 0,2 | 0,0 | 5,0 |
| 2016-2017 | Phoenix Suns     | 4   | 0  | 3,3  | 40,0 | 50,0 | 100  | 0,3 | 0,3 | 0,0 | 0,0 | 1,8 |
| 2018-2019 | Wash. Wizards    | 4   | 0  | 3,5  | 100  | 100  | -    | 0,3 | 0,3 | 0,0 | 0,0 | 1,5 |
| 2018-2019 | N.Y. Knicks      | 22  | 0  | 14,5 | 38,8 | 35,7 | 83,3 | 1,6 | 1,0 | 0,0 | 0,1 | 5,2 |
| Carriera  | Carriera         | 171 | 8  | 12,8 | 44,1 | 36,7 | 84,7 | 1,5 | 0,8 | 0,2 | 0,1 | 5,0 |

#### Playoffs
| Anno     | Squadra       | PG | PT | MP  | TC%  | 3P%  | TL% | RP  | AP  | PRP | SP  | PP  |
| -------- | ------------- | -- | -- | --- | ---- | ---- | --- | --- | --- | --- | --- | --- |
| 2013     | Atlanta Hawks | 4  | 0  | 6,0 | 0,0  | 0,0  | -   | 0,5 | 0,8 | 0,0 | 0,0 | 0,0 |
| 2015     | Atlanta Hawks | 4  | 0  | 5,3 | 66,7 | 50,0 | -   | 0,8 | 0,0 | 0,0 | 0,0 | 2,5 |
| Carriera | Carriera      | 8  | 0  | 5,6 | 44,4 | 40,0 | -   | 0,6 | 0,4 | 0,0 | 0,0 | 1,3 |

### G League
| Anno      | Squadra          | PG  | PT  | MP   | TC%  | 3P%  | TL%  | RP  | AP  | PRP | SP  | PP   |
| --------- | ---------------- | --- | --- | ---- | ---- | ---- | ---- | --- | --- | --- | --- | ---- |
| 2012-2013 | Bakersfield Jam  | 2   | 2   | 32,8 | 52,9 | 40,0 | 100  | 3,5 | 3,0 | 1,5 | 0,0 | 25,5 |
| 2013-2014 | Bakersfield Jam  | 4   | 4   | 36,2 | 41,8 | 22,2 | 80,0 | 6,3 | 3,5 | 2,0 | 0,5 | 21,5 |
| 2014-2015 | F.W. Mad Ants    | 5   | 0   | 23,9 | 59,4 | 33,3 | 100  | 3,8 | 0,6 | 0,8 | 0,4 | 19,4 |
| 2014-2015 | Idaho Stampede   | 6   | 4   | 32,1 | 47,9 | 42,4 | 94,4 | 3,7 | 2,2 | 1,0 | 0,0 | 16,8 |
| 2016-2017 | Westch. Knicks   | 16  | 15  | 34,5 | 45,7 | 38,6 | 89,7 | 4,3 | 1,9 | 0,6 | 0,4 | 20,9 |
| 2018-2019 | Westch. Knicks   | 19  | 19  | 36,7 | 47,0 | 42,5 | 92,8 | 3,8 | 3,9 | 1,1 | 0,2 | 24,8 |
| 2018-2019 | Capital C. Go-Go | 2   | 1   | 34,7 | 41,7 | 45,8 | 77,8 | 2,0 | 1,5 | 0,0 | 0,5 | 24,0 |
| 2022-2023 | G League Ignite  | 32  | 31  | 28,8 | 47,3 | 41,9 | 85,7 | 2,1 | 2,4 | 1,1 | 0,3 | 17,9 |
| 2023-2024 | G League Ignite  | 31  | 31  | 32,5 | 48,0 | 49,1 | 93,1 | 2,4 | 3,1 | 1,1 | 0,2 | 17,8 |
| Carriera  | Carriera         | 117 | 107 | 32,2 | 47,4 | 42,9 | 90,6 | 3,1 | 2,7 | 1,0 | 0,3 | 19,8 |

## Palmarès
- NCAA AP All-America Third Team (2012)